# Єбрамкі
Єбрамкі (пол. Jebramki, нім. Jebrammen) — село в Польщі, у гміні Простки Елцького повіту Вармінсько-Мазурського воєводства.
Населення — 34 особи (2011).
У 1975-1998 роках село належало до Сувальського воєводства.

## Демографія
Демографічна структура станом на 31 березня 2011 року:
|          | Загалом | Допрацездатний вік | Працездатний вік | Постпрацездатний вік |
| -------- | ------- | ------------------ | ---------------- | -------------------- |
| Чоловіки | 18      | 3                  | 10               | 5                    |
| Жінки    | 16      | 4                  | 7                | 5                    |
| Разом    | 34      | 7                  | 17               | 10                   |